# Xã South Galloway, Quận Christian, Missouri
Xã South Galloway (tiếng Anh: South Galloway Township) là một xã thuộc quận Christian, tiểu bang Missouri, Hoa Kỳ. Năm 2010, dân số của xã này là 2.031 người.